# Гипотеза Оппермана
Гипотеза Оппермана — нерешённая проблема математики о распределении простых чисел. Гипотеза тесно связана с гипотезой Лежандра, гипотезой Андрицы и гипотезой Брокара, но более строгая. Гипотеза названа именем датского математика Людвига Оппермана, который опубликовал гипотезу в 1882.

## Утверждение
Гипотеза утверждает, что для любого целого {\displaystyle x>1} существует по меньшей мере одно простое число между 
{\displaystyle x(x-1)} и {\displaystyle x^{2}},
и по меньшей мере другое простое между 
{\displaystyle x^{2}} и {\displaystyle x(x+1)}.
Гипотезу можно также перефразировать эквивалентно как утверждение, что функция распределения простых чисел должна принимать неравные значения в концах каждого интервала. То есть
{\displaystyle \pi (x^{2}-x)<\pi (x^{2})<\pi (x^{2}+x)} для {\displaystyle x>1},
где {\displaystyle \pi (x)} — количество простых чисел, не превосходящих {\displaystyle x}.
Концами этих двух интервалов является квадрат между двумя прямоугольными числами, и каждое из этих прямоугольных чисел равно удвоенному треугольному числу. Сумма этих двух треугольных чисел равна квадрату.

## Следствия
Если гипотеза верна, то интервалы между простыми числами должны быть порядка
{\displaystyle g_{n}<{\sqrt {p_{n}}}\,},
что лишь немного лучше бесспорно доказанного
{\displaystyle g_{n}<p_{n}^{0,525}\,},
Это также означает, что между {\displaystyle x^{2}} и {\displaystyle (x+1)^{2}} должно быть по меньшей мере два простых числа (одно в интервале от {\displaystyle x^{2}} до {\displaystyle x(x+1)}, а другие — в интервале от {\displaystyle x(x+1)} до {\displaystyle (x+1)^{2}}), что усиливает гипотезу Лежандра, по которой в этом интервале должно находиться по меньшей мере одно число. Поскольку между двумя нечётными простыми числами находится по меньшей мере одно составное, из гипотезы следует также гипотеза Брокара, что между квадратами последовательных нечётных простых чисел находится по меньшей мере четыре простых числа. Кроме того, из гипотезы следует, что наибольшие возможные интервалы между двумя последовательными простыми числами должны быть не более чем пропорциональны удвоенному квадратному корню чисел, что утверждает гипотеза Андрицы.
Из гипотезы также следует, что по меньшей мере одно простое число можно найти в четверти оборота спирали Улама.

## Состояние гипотезы
Даже для маленьких значений {\displaystyle x} количество простых чисел в промежутках, задаваемых гипотезой, много больше 1, что даёт большую надежду на то, что гипотеза верна. Однако гипотеза не доказана на 2015 год.